# Honda ST Pan-European
Pour les articles homonymes, voir ST.
La série des ST est fabriquée par le constructeur japonais Honda. C'est une famille de routières de grosse cylindrée. Elles sont connues en Europe sous le nom de Honda ST Pan-European.

## Historique et caractéristiques
La première Pan-European est apparue en 1989. L'ambition de la marque était de concurrencer BMW sur le créneau des routières grand-tourisme. Dans la gamme, elle présente une alternative économique au vaisseau amiral Goldwing, tout en offrant des prestations comparables.
À bord, on retrouve tout ce qui permet de partir loin avec un minimum de confort : de grandes sacoches, un gros réservoir pour une bonne autonomie, un carénage intégral très protecteur, etc. Le moteur est un 4-cylindres en V, comme sur la VFR, mais placé en long, au contraire de cette dernière. La transmission secondaire se fait, comme chez le concurrent direct, par cardan.

## ST1100 Pan-European

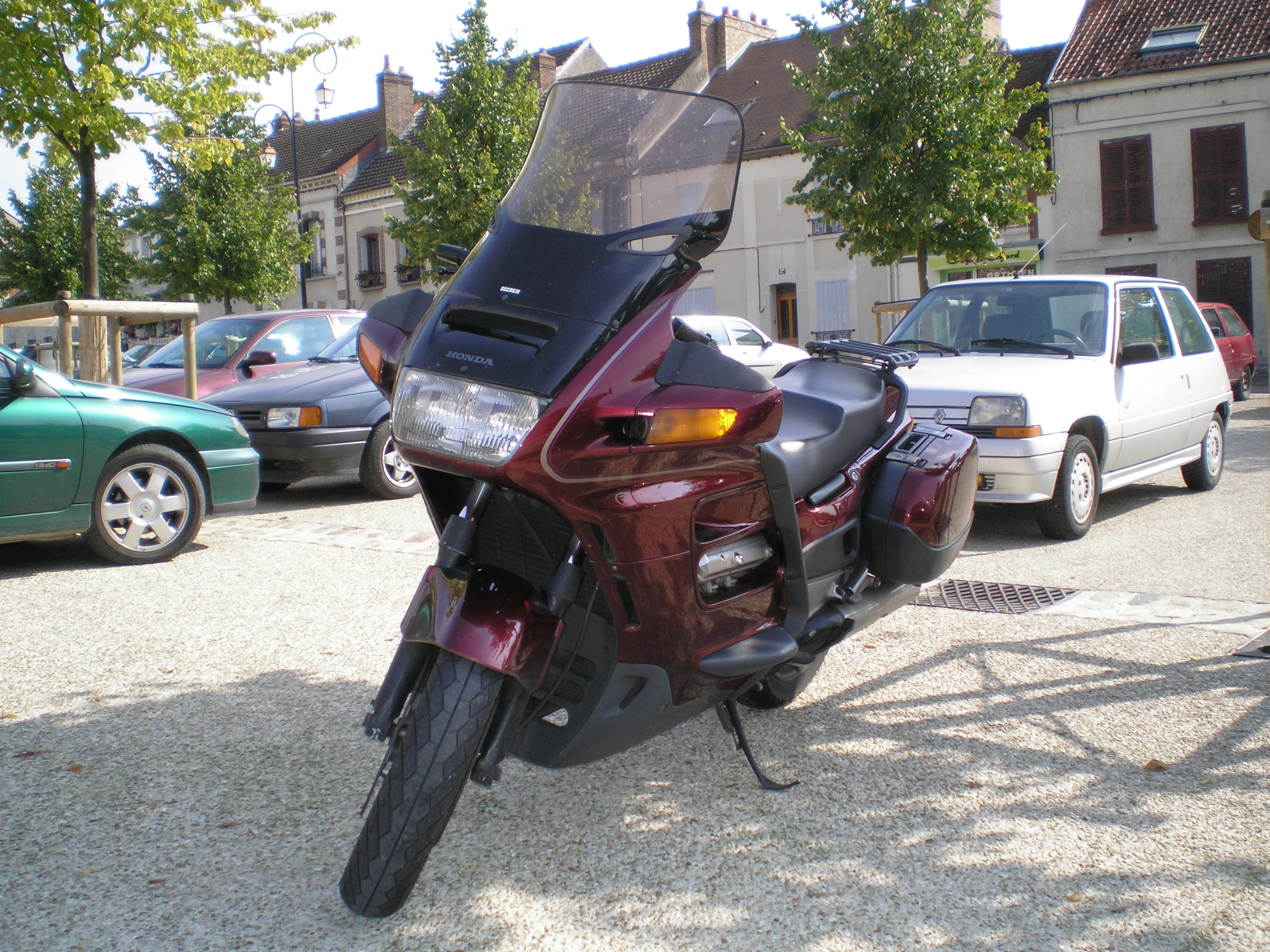
1100 Pan-European.

En 1989, Honda commercialise sa nouvelle routière pour concurrencer BMW en Europe, la ST 1100 Pan-European. Cette machine a été conçue pour voyager rapidement en duo avec armes et bagages et ce, protégé du vent et des intempéries. Son moteur est un V4 de 1 084 cm3, seize soupapes, de 100 ch et d'un couple de 11 kg m issu de la technologie automobile de la marque, équipé d'une distribution mixte pignons/courroie inédite dont le remplacement n'est prévu qu'à 120 000 km.
La seconde version, à partir de 1992, voit sa bulle, sa position de conduite et sa selle légèrement modifiées à la demande des utilisateurs. Ce millésime s'équipe de l'ABS, complété en 1996 par le système Dual-CBS, qui couple le freinage avant et arrière quel que soit celui qui est sollicité. C'est une machine très fiable, le cap des 100 000 km est passé sans soucis, les 150 000 km sans grandes interventions autres que les pièces d'usure (embrayage, amortisseur…). On voit dans les clubs des machines ayant largement plus de 200 000 km. Le principal défaut de cette machine est le poids de presque 300 kg à sec.
La ST 1100 restera onze ans au catalogue sans être esthétiquement modifiée avant d'être remplacée par la ST 1300.

## ST1300 Pan-European
Dès sa présentation en 2002, la remplaçante de la 1100 fait parler d'elle, mais pas en bien. Des défauts de tenue de route entachent sa sortie. Une certaine série présenterait une propension aux louvoiements, désagréables mais non dangereux, à haute vitesse. Un comble pour une machine prévue pour l'autoroute. Les machines incriminées ont été analysées par le constructeur, qui n'a jamais souhaité révéler d'où venait le problème. De nombreux autres propriétaires n'ont pas constaté ce phénomène ou de façon très atténuée, en particulier derrière un poids lourd dans le flux des remous. Il semblerait que la pression des pneus soit un des éléments à surveiller.
Le moteur gagne 177 cm3, passant à 126 ch et 12,5 kg m de couple. Esthétiquement, elle est jugée plus agressive. Le cadre double berceau est remplacé au profit d'un modèle périmétrique Diamond, plus rigide et plus léger. Le poids, quant à lui, est en baisse de 15 kg.
Si cette moto est lourde à déplacer à l'arrêt, elle se manifeste étonnamment maniable dès le roulage à basse vitesse. Le centre de gravité, placé bas de par la conception, y contribue certainement et se trouve favorisé par un angle de chasse assez faible.
La version ST1300 2008 intègre, outre ses modifications du logiciel embarqué contrôlant le système d'injection (norme Euro 3), quelques pièces d'habillage qui la rapproche de la ST1100, le modèle 2008 prend quelques kilos de plus, pour caser le système de sonde d'oxygène en rapport avec les normes européennes. D'un point de vue fonctionnel, le moteur de la ST1300 (2002) permet de rouler « gentiment » à 90 km/h à 3 000 tr/min sur le dernier rapport (5), comme le faisait la version ST1100 ABS qui a été produite jusqu'en 2001. Mais les capacités du moteur en 2008 sont bien supérieures à celle du moteur de 2001, en particulier, il n'y a plus de « trou » du couple aux environs de 3 700 tr/min, on a une plus grande souplesse du moteur aux régimes les plus usuels. La consommation observée sur la machine de 2008 s'avère un peu inférieure de celle de la machine ST1100 de 2001. Tenue de route de la version ST1300 2008 analogue à celle de la version ST1100 de 2001.